# 居村眞二
居村 眞二（いむら しんじ、1949年1月6日 - 2005年9月）は、日本の漫画家。大阪府出身。「COM」などへの投稿を経て、1971年上京、つのだじろうのチーフアシスタントを経験した後、独立。つのだじろうの「恐怖新聞」には「笑う骸骨」というエピソードがあり、劇中に居村真右ェ門という居村の名前を使った人物が登場する。
ウルトラシリーズのコミカライズ作品の他、『紺碧の艦隊』など戦争漫画を多く描いていたが、2005年9月初頭頃に不審死した。居村と親交のあった漫画家の飯島祐輔によれば、居村は一人暮らしだったため発見が遅れたとのことであった。
『紺碧の艦隊』から引き続き『新・紺碧の艦隊』を全4巻予定で執筆していたが、3巻まで発行された時に死去したため未完となっている。

## 作品リスト
- 破滅の時（COM 1968年12月号）
- ダイヤモンド・アイ（原作：川内康範、小学四年生 1973年7月号-1974年3月号）
- 走れ!ケー100（小学四年生 1973年6月号-10月号）
- 地獄村（原作：つのだじろう、週刊KINGオリジナル少年キング増刊 1975年5月号読み切り）※少年チャンピオン・コミックス版『恐怖新聞』第9巻収録
- 恐竜・怪鳥の伝説（月刊少年チャンピオン 1977年5月号読み切り）
- テンタクルズ（月刊少年チャンピオン 1977年7月号読み切り）
- 決戦!ウルトラ兄弟（てれびくん 1978年4月号-1979年3月号）
- ザ☆ウルトラマン（てれびくん 1979年4月号-1980年4月号）
- ウルトラマン80（てれびくん 1980年5月号-1981年1月号）
- ウルトラマン80宇宙大戦争（てれびくん 1981年2月号-1981年4月号）
- ウルトラ超伝説（てれびくん 1981年5月号-1986年3月号）
- 惑星大戦争（月刊少年マガジン、1978年1月号）
- 特捜検事Q・1（原作：牛次郎、マンガくん）
- 新宿非情線（原作:やまさき十三、少年ビッグコミック）
- 銭狩り（原作:芥真木、プレイコミック）
- スペースコマンド
- 銀河戦士バトル1（月刊コロコロコミック 1981年5月号）
- 超時空要塞マクロス（小学三年生 1982年11月号-12月号）
- ビデオ戦士レザリオン（TVアニメ、キャラクター原案、1984年）[5]
- 魔界スクランブル（SFアニメディア 1985年-1986年）
- 戦え!宇宙けいび隊（てれびくん 1986年4月号-1987年1月号）
- ファミコン・ウルトラマン（てれびくん 1987年2月号-7月号）
- ウルトラセブン・キングゼットンのふくしゅう（てれびくん 1987年8月号-12月号）
- ファミコン・ウルトラマン2 ウルトラ怪獣大決戦（てれびくん 1988年1月号-4月号）
- ウルトラセブン 40万年の沈黙（月刊タクテクス 1988年1月号別冊 U.W.W.ウルトラシリーズ超兵器の世界）
- 宇宙の11 仮面ライダー銀河大戦 （原作：石ノ森章太郎、デザイン協力：神田正宏、てれびくん 1990年1月号～12月号）
- コミグラフィック 日本の古典17 南総里見八犬伝（構成：辻真先、1990年、暁教育図書）
- タイフーンチェイス
- 紺碧の艦隊（原作：荒巻義雄）
  - 新・紺碧の艦隊（原作：荒巻義雄）
- 波濤 戦艦武蔵
- 特攻!! 震天制空隊（原作：橋本純）
- 戦火の掟（原作：佐藤大輔 世界文化社、2004年6月）
- 戦場の絆（原作：佐藤大輔 世界文化社、2004年7月）
- 女弁護士 火魅子（1~4巻・徳間書店 ）

## 師匠
- つのだじろう